# 共演NG
『共演NG』（きょうえんエヌジー）は、秋元康の企画・原作、テレビ東京とフジクリエイティブコーポレーション (FCC) の共同制作により、テレビ東京系の「ドラマプレミア10」枠の第1作として放送されたテレビドラマ。監督は大根仁、主演は中井貴一と鈴木京香。2020年10月26日から12月7日まで本編6話が放送され、12月14日に特別編が放送された。
キャッチコピーは「嘘と本音のせめぎ合い」。

## 企画・制作
恋愛関係のもつれから25年前に破局して以来、タイトル通り共演NGとなっていた実力派俳優と人気女優がドラマ共演することになり、互いに火花を散らしつつも25年前のとある映像がきっかけで思わぬ展開に発展していく過程を描く『一触即発の危険な“大人のラブコメ”』作品。
タイトルかつテーマの「共演NG」とは、テレビ業界において絶対に同じ番組でキャスティングしてはいけない危険な組み合わせを意味する。その存在は既に都市伝説ではなく、実際にテレビ業界中のスタッフを悩ませる大問題へと発展してしまっている。それに至る原因には様々な理由が挙げられるが、恋愛関係が多いと言われている。
秋元は業界の最大のタブーとされている共演NGに関するドラマを企画したことについて
と語る。その一方、『共演NG』というストレートかつセンシティブなタイトルには
等と、共演者すら少なからず戦慄したという。
番組の提供は、競合するキリンとサントリーの共演で、提供クレジットも2社の『共演NG』ならぬ“共演OK”を意識した演出が成された。

## あらすじ
日本一小さな在京キー局・テレビ東洋（略称：テレ東）は社運を懸けて、大人の愛を描く大型恋愛ドラマ『殺したいほど愛してる』を制作することになった。
Netflixなどで活躍するショーランナーの市原龍が製作総指揮・脚本・広報の一切を仕掛けるこの企画で主役を務めるのは、大物実力派俳優の遠山英二と大物人気女優の大園瞳。ところがこの2人は、25年前に主役で共演した大ヒット恋愛ドラマ『愛より深く』で実際に恋愛関係へと発展したのだが、遠山の二股が発覚したことで破局した。それ以来、公然の共演NGとなってしまっていたのである。そんな2人が何故に再び共演することとなったのか。更には遠山と大園以外の出演者も共演NG達ばかりがキャスティングされ、現場のスタッフも遠山と大園や“共演NGアベンジャーズ”、更には現場に現れない市原にまで翻弄されていく。
共演NGだらけのキャストや翻弄されるスタッフの様々な思惑が交錯する撮影現場で、遠山と大園は息の合った演技が出来るのか。撮影は無事にクランクアップすることが出来るのか。そして遠山と大園が25年の時を越えて出す答えとは何か。

## キャスト
「NG」はそれぞれの共演NGの相手。

### 元恋人NG（主要人物）とその関係者
遠山英二（とおやま えいじ）〈56〉
演 - 中井貴一
NG - 大園瞳
本作の主人公。俳優（マーク企画所属）。
20代から人気を博し、「結婚したいタレントランキング」でも常に1位を獲得していた。大ヒットした主演ドラマ「愛より深く」で共演した大園と恋愛関係になるが、二股をかけていたことが判明して破局する。その際に大園が開いた破局会見の影響もあり、3年間仕事が無い（所謂“干される”）状態に陥った。
ドラマ「殺したいほど愛してる」では、主演の伊吹譲治役で25年ぶりに大園と共演する。
大園瞳（おおぞの ひとみ）〈51〉
演 - 鈴木京香
NG - 遠山英二
本作のヒロイン。女優（オフィスフレンズ所属）。
天真爛漫な性格で、長年にわたり人気を博している。ドラマ「愛より深く」で共演した遠山と恋人関係になる。しかし、遠山の二股が発覚したことで破局、それ以来25年もの間、遠山とは共演していない。
ドラマ「殺したいほど愛してる」では、主演の田中浩子役で25年ぶりに遠山と共演する。
遠山雪菜（とおやま ゆきな）
演 - 山口紗弥加
遠山の妻。元アイドル。
遠山とは25年前のドラマ共演をきっかけに出会う。遠山との結婚には何やら深い事情があるらしい。
古川しおり（ふるかわ しおり）
演 - 猫背椿
大園が所属する芸能プロダクション「オフィスフレンズ」社長。
大園の才能に惚れ込み、2人で「オフィスフレンズ」を興した。公私に渡って大園を支える。
マーク野本（マーク のもと）
演 - リリー・フランキー
遠山が所属する芸能事務所「マーク企画」社長。
元はミュージシャンだったが全く売れず、芸能事務所社長に転身した。
前島豊（まえしま ゆたか）
演 - 小野塚勇人（劇団EXILE）
英二の付き人。
俳優志望で英二に憧れているものの、やる気が裏目に出て失敗ばかりしている。以前は自衛隊にいた。

### 共演NGアベンジャーズとその関係者達

#### 元師弟NGとその関係者
出島徹太郎（でじま てつたろう）〈75〉
演 - 里見浩太朗
NG - 小松慎吾
俳優。
昭和から平成にかけて時代劇俳優として人気を博した。
「殺したいほど愛してる」では、瞳が演じる田中浩子の義理の父親を演じる。
小松慎吾（こまつ しんご）〈52〉
演 - 堀部圭亮
NG - 出島徹太郎
ニューヨーク帰りの個性派俳優。
元は出島の付き人だったのだが、ある事情で付き人を辞めて渡米した。数年後に帰国して名バイプレイヤーとして頭角を現す。
出島の付き人
演 - 古村勇人
出島の現在の付き人。

#### 元アイドルNGとその関係者
篠塚美里（しのづか みさと）〈26〉
演 - 若月佑美
NG - 内田梢
元アイドル出身の女優。
内田と同じグループにいたが、卒業して女優になった。演技力には定評がある。
内田梢（うちだ こずえ）〈23〉
演 - 小野花梨
NG - 篠塚美里
現役売れっ子アイドル。
初めてのドラマ出演だが、経歴が浅いためかプロ意識が低い。篠塚の後輩。
平田（ひらた）
演 - 中村無何有
篠塚美里のマネージャー。

#### キャラかぶりNGとその関係者
佐久間純（さくま じゅん）〈32〉
演 - 細田善彦
NG - 加地祐介
戦隊もの出身の俳優。
ある理由から今回のドラマには相当な覚悟で挑もうとしている。
加地祐介（かじ ゆうすけ）〈31〉
演 - 小澤廉
NG - 佐久間純
人気絶頂の2.5次元俳優。
かなり生意気な性格で、先輩俳優にも突っかかっていくことがある。
木藤（きとう）
演 - 政修二郎
佐久間のマネージャー。

### 「殺したいほど愛してる」スタッフ

#### オフィス市原
市原龍（いちはら りゅう）
演 - 斎藤工
製作総指揮・脚本を担当。事務所代表。
日本で数少ないショーランナーで、「殺したいほど愛してる」に共演NGばかりをキャスティングした当の本人。
撮影現場には与謝野を派遣させて自らが赴くことはなく、リモートで指示を与えていたが、戸沢に窘められたこともあり、ラストシーンの撮影現場に姿を見せる。
与謝野・M・リリカ（よさの マウリシオ リリカ）〈27〉
演 - 瀧内公美
宣伝プロデューサー。市原の秘書的存在。アメリカ育ちの日系ブラジル人。

#### テレビ東洋ドラマ部
戸沢寛治（とざわ かんじ）
演 - 岩谷健司
総責任者。ドラマ部の部長。
局のドラマ枠維持に危機感を感じている。
是枝育夫（これえだ いくお）
演 - 迫田孝也
プロデューサー。
市原龍は同じ大学・映画サークルの後輩。
佐々木信也（ささき しんや）
演 - 森永悠希
新人助監督。
報道局に所属していたが、ドラマ部に異動。以降も選挙特別番組のスタッフジャンパーを着るなど、報道局への未練を露にしている。
- 助監督 - 入慶田本朝敬、コーシロー、しおつかけいいちろう
- 制作 - 大澤寿樹、岡部ひろき

#### フリーランス
池田匠（いけだ たくみ）
演 - 岡部たかし
監督。演出家。
楠木美和（くすのき みわ）〈30〉
演 - 小島藤子
アシスタントプロデューサー。毒舌。
- 記録 - 今泉惠美子
- 撮影 - いながわしろう、河合国広、畑中ハル、細川陽平、木村宗一郎
- 照明 - 桑名悟史、秤谷健一郎
- 音声 - 勝間田康史、青木俊輔
- 美術 - 田村智浩、川久保晴
- メイク - 小鳥遊由華、名倉万葉
- 衣装 - 志武明日香、江澤蛍

### その他
立木琴音（たちき ことね）
演 - 山谷花純
制作発表記者会見の司会者。
女子アナ/トレンドたまご、通称とれたまリポーター
演 - 田中瞳（テレビ東京アナウンサー）
中川
演 - 橋本じゅん
スポーツ関東・芸能デスク。
間宮礼司（まみや れいじ）
演 - 青木崇高
コロ愛では財前渉役を演じる役者兼医者で瞳の元カレ。
記者１
演 - 堀内充治
制作発表記者会見のスクリーンに流れた大園瞳伝説の破局会見の記者。
記者２
演 - 小山田織音
制作発表記者会見のスクリーンに流れた大園瞳伝説の破局会見の記者。

## 劇中劇
『殺したいほど愛してる』（ころしたいほどあいしてる）は、テレビ東洋の「月曜ドラマ」枠で放送されるテレビドラマという設定で『共演NG』の劇中に登場する架空のテレビドラマ。「大人の恋愛ドラマ」と銘打ち、国際線パイロットと主婦が偶然出逢ったことで不倫関係に発展していく過程を描く設定。
『バイプレイヤーズ』第2シリーズの劇中ドラマ『しまっこさん』と同様、劇中に登場する架空のドラマにもかかわらず『共演NG』本編とは別にウェブページの立ち上げと架空の予告動画の公開が実施されており、それらには実際の放送はないことが明示されている。
本編劇中で発生した事件により最終回の放送が危ぶまれたが、編成の判断により放送されたことがスピンオフドラマ最終回で描かれた。
以下の設定は全て本編劇中のもので、括弧は実際の該当者。
キャスト
- 伊吹譲治〈56〉（国際線パイロット） - 遠山英二（中井貴一）
- 田中浩子〈48〉（主婦） - 大園瞳（鈴木京香）
- 田中春樹〈55〉（浩子の夫） - 小松慎吾（堀部圭亮）
- 田中はるか〈24〉（浩子の娘） - 篠塚美里（若月佑美）
- 田中周作〈75〉（浩子の義父） - 出島徹太郎（里見浩太朗）
- 伊吹邦夫〈28〉（譲治の息子） - 佐久間純（細田善彦）
- 三田夏子〈25〉（キャビンアテンダント、譲治の同僚） - 内田梢（小野花梨）
- 塩野賢太郎〈30〉 - 加地祐介（小澤廉）

スタッフ
- 企画・原作・脚本 - 市原龍（斎藤工）
- 演出 - 池田匠（岡部たかし）
- プロデュース - 戸沢寛治（岩谷健司）、是枝育夫（迫田孝也）
- 製作著作 - テレビ東洋（テレビ東京）[注 7]

## スタッフ
- 企画・原作 - 秋元康
- 演出・脚本 - 大根仁
- 脚本 - 樋口卓治
- 音楽 - 堀込高樹（KIRINJI）[9]
- 主題歌 - Novelbright「あなたを求めただけなのに」（ユニバーサルシグマ）[10]
- プロデューサー - 稲田秀樹（テレビ東京）、祖父江里奈（テレビ東京）、合田知弘（テレビ東京）、浅野澄美（FCC）
- 宣伝 - 正井彩夏、松本悦子、前田有花
- スケジュール - 二宮孝平
- 演出補 - 菊池夢高、長尾楽
- アシスタントプロデューサー - 鈴木里佳子（テレビ東京）、木下真梨子（テレビ東京）、大瀬花恵、小栗佳世子
- 撮影 - 須藤康夫、坂本誠
- 照明 - 木幡和弘
- 映像 - 伊東大哲
- 音声 - 野崎秀人
- 編集 - 大関泰幸
- 制作 - テレビ東京、FCC
- 製作著作 - 「共演NG」製作委員会

## 放送日程
| 話数                                                         | 放送日          | サブタイトル             | ラテ欄                                                              | 視聴率 |
| ------------------------------------------------------------ | --------------- | ------------------------ | ------------------------------------------------------------------- | ------ |
| 第1話                                                        | 2020年 10月26日 | 殺したいほど愛してた     | 殺したいほど愛してた…波乱の会見!? 禁断の愛再燃                      | 6.6%   |
| 第2話                                                        | 11月02日        | 殺したいほどキスしてる   | 撮影中止! 大御所が立てこもり!? 出会って3分のキス                    | 4.1%   |
| 第3話                                                        | 11月09日        | 殺したいほどズバってる   | 不倫降板!? “それでも愛してる”家族で土下座会見!                      | 4.4%   |
| 第4話                                                        | 11月16日        | 殺したいほどジェラってる | 女の大戦争 激突! イマ妻VS元カノ 決着はカレーの味で                  |        |
| 第5話                                                        | 11月30日        | 殺したいほど似合ってる   | 4角関係!! “元カレVS元々カレ” ベテラン最後の花道                     | 4.1%   |
| 最終話                                                       | 12月07日        | 殺したいほど愛してる     | 遂に最終話 ストーカー犯&妻流血 貴方の心が知りたい…2人が選んだ道は!? | 4.8%   |
| 特別編                                                       | 12月14日        | 殺したいほど××××         | 特別編! 仕掛け人が真相激白…全てを謎解く60分!                        |        |
| （視聴率はビデオリサーチ調べ、関東地区・世帯・リアルタイム） |                 |                          |                                                                     |        |

- 初回は5分拡大（22:00 - 22:59）。
- 最終回は10分拡大（22:00 - 23:04）。
- 11月23日は「月曜プレミア8・世界!ニッポン行きたい人応援団」50分繰り下げ・4分拡大（20:50 - 22:48）のため放送休止。その代替としてネットもテレ東にて、第4話見逃し配信終了から第5話（11月30日）放送開始まで第1話から第4話までの一挙配信を実施した。
- BSテレ東での放送は12月19日より「土曜ドラマ9」枠で放送予定だったが放送延期となり[16]、2021年3月2日（1日深夜）から7夜連続（0:30 - 1:28、7日は0:30 - 1:30、8日は0:35 - 1:30）で放送された[17]。BSテレ東 4Kでは4Kにアップコンバートして放送。

## スピンオフドラマ
『殺したいほど疲れてる!〜「共演NG」のホントにNGな舞台裏〜』（ころしたいほどつかれてる! きょうえんエヌジーのホントにエヌジーなぶたいうら）のタイトルで、本編の放送終了後から動画配信サービスParaviにて配信開始されたオリジナルストーリー。全７話。
キャスト
- 戸沢寛治 - 岩谷健司
- 是枝育夫 - 迫田孝也
- 池田匠 - 岡部たかし
- 楠木美和 - 小島藤子
- 佐々木信也 - 森永悠希

スタッフ
- 脚本 - 大根仁、樋口卓治
- 監督・演出 - 二宮孝平、長尾楽

## 受賞
- 第106回ザテレビジョンドラマアカデミー賞 脚本賞（大根仁・樋口卓治）[18]

## 関連商品

### 映像ソフト
2021年4月21日発売予定。発売元・『共演NG』製作委員会、販売元・ポニーキャニオン。
- 共演NG Blu-ray BOX（4枚組〈本編3枚、特典1枚〉、分数未定）
- 共演NG DVD BOX（4枚組〈本編3枚、特典1枚〉、分数未定）

### サウンドトラック
2020年12月23日にバップから発売された。規格品番はVPCD-86359。
収録曲
全作曲 - 堀込高樹
1. 抱擁
『殺したいほど愛してる』の架空の予告動画のBGM。
2. 『共演NG』のテーマ
作詞 - 堀込高樹
オープニングテーマ。
3. スタッフルーム
4. 軽口
5. 険悪
6. 共演NGアベンジャーズ
7. 殺伐
8. 御大登場
9. ショーランナー
10. 雨音
11. 感傷
12. 和気藹々
13. 雪解け
14. 財前登場
15. 一触即発
16. 撲殺
17. 企み
18. スムージー妻
19. 『共演NG』のテーマ/ピアノアレンジ
オープニングテーマのピアノアレンジ。